# Łysomice (gemeente)
De gemeente Łysomice is een landgemeente in het Poolse woiwodschap Koejavië-Pommeren, in powiat Toruński.
De zetel van de gemeente is in Łysomice.
Op 30 juni 2004 telde de gemeente 8220 inwoners.

## Oppervlakte gegevens
In 2002 bedroeg de totale oppervlakte van gemeente Łysomice 127,34 km², waarvan:
- agrarisch gebied: 69%
- bossen: 23%

De gemeente beslaat 10,36% van de totale oppervlakte van de powiat.

## Demografie
Stand op 30 juni 2004:
| Omschrijving                   | Totaal | Totaal | Vrouwen | Vrouwen | Mannen | Mannen |
| ------------------------------ | ------ | ------ | ------- | ------- | ------ | ------ |
| eenheid                        | aantal | %      | aantal  | %       | aantal | %      |
| inwoners                       | 8220   | 100    | 4123    | 50,2    | 4097   | 49,8   |
| bevolkingsdichtheid (inw./km²) | 64,6   | 64,6   | 32,4    | 32,4    | 32,2   | 32,2   |

In 2002 bedroeg het gemiddelde inkomen per inwoner 1360,97 zł.

## Plaatsen
- Gostkowo (kościół gotycki z XIII/XIV w.)
- Julianka
- Kamionki Duże
- Kamionki Małe
- Kowróz
- Kowrózek
- Lipniczki
- Lulkowo
- Łysomice
- Ostaszewo
- Papowo-Osieki
- Papowo Toruńskie
- Piwnice
- Różankowo
- Świerczynki
- Świerczyny
- Turzno
- Tylice
- Wytrębowice
- Zakrzewko
- Zęgwirt

## Aangrenzende gemeenten
Chełmża, Kowalewo Pomorskie, Lubicz, Łubianka, Toruń, Zławieś Wielka